# Sy Richardson
Pour les articles homonymes, voir Richardson.
Sy Richardson, né en 1941 à Cincinnati (Ohio), est un acteur américain.

## Filmographie partielle

### Comme acteur

#### Au cinéma
- 1977 : Cinderella de Michael Pataki : Fairy Godmother
- 1977 : Petey Wheatstraw : Petey's Father
- 1978 : Fairy Tales : Sirus
- 1979 : Nocturna : RH Factor
- 1982 : The Comeback Trail
- 1982 : Grey Area : Preacher Man
- 1983 : My Brother's Wedding : Mr. Dubois
- 1984 : La Mort en prime (Repo Man) : Lite
- 1986 : Straight to Hell d'Alex Cox : Norwood
- 1986 : Sid et Nancy : Methadone Caseworker
- 1987 : Medium Rare : Marv
- 1987 : Walker d'Alex Cox : Capt. Hornsby
- 1987 : Cold Steel de Dorothy Ann Puzo : Rashid
- 1988 : Tapeheads : Bartender
- 1988 : Dead Man Walking : Snake
- 1988 : Bad Dreams : Detective Wasserman
- 1988 : Colors : Bailey
- 1988 : Invasion Los Angeles (They Live) : Black Revolutionary
- 1989 : Three Fugitives : Tucker
- 1989 : Kinjite, sujets tabous (Kinjite: Forbidden Subjects) : Lavonne
- 1989 : Mystery Train : Newsvendor (segment "A Ghost")
- 1989 : Tripwire : Turbo
- 1990 : To Sleep with Anger : Slash
- 1990 : Catchfire : Capt. Walker
- 1990 : Street Asylum : Sgt. 'Joker' Tatum
- 1990 : Men at Work : Walt Richardson
- 1991 : Fragrance : Leroy 'Pee Wee' Carter
- 1993 : Ring of Fire II: Blood and Steel : Ernest
- 1993 : La Revanche de Jesse Lee (Posse) : Shepherd
- 1993 : Fait Accompli : Blue
- 1993 : Eye of the Stranger : Jeb
- 1994 : Floundering : Commander K
- 1994 : The Glass Shield : Mr. Taylor
- 1996 : Evil Obsession : Jim
- 1996 : Killin' Me Softly : Mr. Richardson
- 1996 : The Winner : Bartender
- 1998 : Mr. P's Dancing Sushi Bar : Harry
- 1998 : Shattered Illusions : Gene
- 1998 : Erasable You : Miliatant
- 1999 : Beat de Fredrick Johnson : Japhy
- 2000 : The Playaz Court : Ike
- 2001 : Human Nature : Police Detective
- 2001 : Extreme Honor : Schultz
- 2004 : Surviving Christmas : Doo-Dah Understudy
- 2007 : A Good Day : Pappy
- 2007 : Barber's Crossing : Mel
- 2007 : Sister's Keeper : Cornelious
- 2007 : All About Us : Willie Earl
- 2007 : Searchers 2.0 : Fritz Frobisher
- 2008 : Shattered! : Art
- 2008 : South of Heaven : Pawn Daddy
- 2010 : Hip-Hop Headstrong : The Bishop
- 2010 : La Guerre des pères (Our Family Wedding) : Sonny
- 2010 : A Numbers Game : Bernie
- 2010 : Straight to Hell Returns : Norwood
- 2011 : Monkey Man : Mr. Greenwood
- 2011 : Il n'est jamais trop tard : Avery
- 2012 : House Arrest : Paster P
- 2012 : Restoration : Counselor
- 2013 : The Pain Killers : Reverend Samuel
- 2015 : Faith of Our Fathers : Dan
- 2016 : The Reluctant Polyglot : Harris Liepo
- 2017 : Message From A Mistress : Mr. Hall
- 2014 : Sweethearts : Melvin
- 2016 : Can I Get a Witness Protection? : Eddie
- 2017 : 5th of July : Pops
- 2017 : The God of Death : Tony Red
- 2017 : Vagabond : Mr. Michaels

### Comme scénariste et réalisateur
- 1996 : Us Against Them

### Comme scénariste
- 1993 : La Revanche de Jesse Lee (Posse)